# Ivan Riabchyi
 (janvier 2022).
La mise en forme du texte ne suit pas les recommandations de Wikipédia : il faut le « wikifier ».
Les points d'amélioration suivants sont les cas les plus fréquents. Le détail des points à revoir est peut-être précisé sur la page de discussion.
- Les titres sont pré-formatés par le logiciel. Ils ne sont ni en capitales, ni en gras.
- Le texte ne doit pas être écrit en capitales (les noms de famille non plus), ni en gras, ni en italique, ni en « petit »…
- Le gras n'est utilisé que pour surligner le titre de l'article dans l'introduction, une seule fois.
- L'italique est rarement utilisé : mots en langue étrangère, titres d'œuvres, noms de bateaux, etc.
- Les citations ne sont pas en italique mais en corps de texte normal. Elles sont entourées par des guillemets français : « et ».
- Les listes à puces sont à éviter, des paragraphes rédigés étant largement préférés. Les tableaux sont à réserver à la présentation de données structurées (résultats, etc.).
- Les appels de note de bas de page (petits chiffres en exposant, introduits par l'outil «  Source ») sont à placer entre la fin de phrase et le point final[comme ça].
- Les liens internes (vers d'autres articles de Wikipédia) sont à choisir avec parcimonie. Créez des liens vers des articles approfondissant le sujet. Les termes génériques sans rapport avec le sujet sont à éviter, ainsi que les répétitions de liens vers un même terme.
- Les liens externes sont à placer uniquement dans une section « Liens externes », à la fin de l'article. Ces liens sont à choisir avec parcimonie suivant les règles définies. Si un lien sert de source à l'article, son insertion dans le texte est à faire par les notes de bas de page.
- La présentation des références doit suivre les conventions bibliographiques. Il est recommandé d'utiliser les modèles {{Ouvrage}}, {{Chapitre}}, {{Article}}, {{Lien web}} et/ou {{Bibliographie}}. Le mode d'édition visuel peut mettre en forme automatiquement les références.
- Insérer une infobox (cadre d'informations à droite) n'est pas obligatoire pour parachever la mise en page.

Pour une aide détaillée, merci de consulter Aide:Wikification.
Si vous pensez que ces points ont été résolus, vous pouvez retirer ce bandeau et améliorer la mise en forme d'un autre article.
Ivan Riabchyi (en ukrainien : Іван Сергійович Рябчій /iˈwɑn sɛrˈɦijɔ̈wɪt͡ʃ rʲɑ̈bˈt͡ʃij/ aussi écrit comme Ryabtchiy, Riabtchii, Riabchii, Riabtchiï), né le 9 août 1978 à Dniprodzerjynsk (actuellement Kamianske, oblast de Dnipropetrovsk, Ukraine) est un traducteur, éditeur et journaliste ukrainien. Il écrit en ukrainien, russe et français.

## Biographie

### Éducation
Il a étudié la langue et la littérature françaises à la faculté de philologie des pays étrangers de l'Université nationale Oles-Hontchar de Dnipro entre 1995 et 2000. Au cours de son deuxième cycle, il a approfondi son domaine d’étude dans la spécialité Littérature étrangère (2000-2003) et Journalisme (2004-2007). Son directeur de mémoire était philosophe et écrivain Volodymyr Selivanov-Bouriak.

### Activité professionnelle
Au début de sa carrière, il était professeur de la langue française et anglaise au département des langues étrangères et d’histoire locale à la faculté des systèmes et ressources médiatiques à l’Université nationale Oles-Hontchar de Dnipro. En 2006-2007, il commençait son activité journalistique dans le magazine littéraire et artistique Cercle du livre+ (Knyjkovyi kloub Plus) et l'almanach Annales 2000 (Khronika 2000) à Kiev.
En travaillant de pigiste pour plusieurs médias imprimés et électroniques, il écrit pour Defence Express (magazine et site web), Centre de recherche d’armée, de conversion et de désarmement (Kiev) et pour magazine d’actualité Rédacteur en chef (Glavred) entre 2007 et 2009.
En 2008, il était assistant de direction de la maison d'édition l’Écrivain ukrainien (Oukrayins’kyi pys’mennyk) à Kiev.
Depuis, il alterne les champs administratif, éducatif, médiatique et littéraire. Dans celui-ci, il a gagné le Prix littéraire ukraino-allemand Oles Hontchar pour sa nouvelle Macabre en 2010. En collaboration avec Dmytro Tchystiak, il a traduit en français les œuvres de l'auteur ukrainien Olexiï Dovgii lesquelles ont été publiées comme un livre Le Calice de roses aux Éditions L'Harmattan. Depuis 2010 et jusqu'à présent, il est assistant du président de la Jeune académie des sciences de l’Ukraine.
Il était éditeur et présentateur du bureau de rédaction des programmes artistiques et éducatifs sur Radio Ukraine en 2008-2012. Il y était aussi l'animateur d’émission Éclair livresque (en ukrainien : Книжковий спалах) qui est devenu le lauréat du concours national du Comité d’État pour la télévision et la radiodiffusion d'Ukraine pour la couverture de la vie littéraire en 2011.
En 2012, il est membre de l'Association des journalistes européens et du PEN Club Belgique Centre francophone.
Son recueil de trois nouvelles Lilith a été publié en français par les Éditions de l'Institut culturel de Solenzara à Paris en 2013.
Pendant les années 2015 et 2016, il est chef du bureau à Kiev de la maison d'édition Folio de Kharkiv.
Il présente des plusieurs auteurs francophones au public ukrainien, en pratiquant la traduction du français depuis ses années universitaires. Pour les réalisations dans ce domaine, il reçoit le Prix Skovoroda de l'Ambassade de la République Française en Ukraine en 2016, 2017 et 2020, le Prix Maxime Rylski 2016 et le Prix Ars Translationis à la mémoire de Mykola Loukach 2019.
Son livre Deux fois dix : visages et voix (en ukrainien : Двічі по десять: обличчя і голоси), composé des vingt entretiens avec personnalités littéraires et scientifiques, a été publié en 2015 aux Éditions d'Anetta Antonenko. Parmi les interlocuteurs dans cet ouvrage sont Amélie Nothomb, Jean-Luc Outers, Éric-Emmanuel Schmitt, Sylviane Dupuis, Jacques du Decker, Irène Stecyk, Huguette de Brocqueville, Valéri Chevtchouk, Polina Horodyska, Olena Herasymiuk, Dmytro Tchystiak et autres.
Devenant directeur exécutif du Festival international des arts Anne de Kiev Fest (Kiev) en 2015, il est aussi chef de la maison d'édition Pinzel (PNZL) à partir de 2016.
Ses traductions théâtrales incarnent sur scènes ukrainiennes : Carnage d'après Yasmina Reza, réalisé par Vlada Bielozorenko, au Jeune théâtre académique national de Kiev (2016), La Tectonique des sentiments d'après Éric-Emmanuel Schmitt, réalisée par Taras Kryvoroutchenko sur même scène (2019), Le Secret de Chopin d'après Éric-Emmanuel Schmitt, réalisé par Olexiï Koujelnyi à l'Atelier académique d'art théâtrale de Kiev Souziria (2020), Bella Figura d'après Yasmina Reza, réalisé par Hennadyi Fortous, au Théâtre des jeunes de Zaporijjia (2021).    
Il est agent théâtral d’Éric-Emmanuel Schmitt en Ukraine depuis 2018.
En 2021, il a commencé à exercer les fonctions d'un chef du Bureau de droit d'auteur et de droits voisins, de présentation et de distribution des œuvres audiovisuelles de l'Office de la culture à l'Administration d'État de ville de Kiev. Il est aussi un membre du Conseil public de l'Administration d'État d'arrondissement de Chevtchenko de Kiev depuis la même année.

### Ivan Tusso
Sous le pseudonyme Ivan Tusso, il a écrit un certain nombre d'articles scandaleux pour le journal Boulevard de Gordon (Boulvar Gordona), pour le site web et le magazine Rédacteur en chef (Glavred) et d'autres médias. Sous le même pseudonyme, il a créé des récits pour le magazine gay l’Un parmi nous (Odyn z nas).

### Participation des évènements
2009-2010 : Forum des éditeurs et traducteurs de la Communauté des États indépendants (CEI) et des États baltes (Erevan, Arménie)
2009-2016, 2019 : Collège européen des traducteurs littéraires de Seneffe (Belgique)
2010-2013, 2015, 2018 : Salon du livre Paris
2010 : 12ᵉ conférence internationale ECHA (European Council for High Ability), Paris
2011 : Festival des connaissances La Novela (Toulouse, France)
2012 : Forum économique Ukraine (Paris, France)
2013 : Festival littéraire Živa književnost (Ljubljana, Slovénie)
2013 : Festival de la littérature ukrainienne (Innsbruck, Autriche)
2014 : l’Académie européenne des sciences, des arts et des lettres, un colloque international La lumière au service de l'homme (Cáceres, Espagne)
2015 : Programme du Ministère de la Culture de France pour les éditeurs étrangers BIEF (Paris, France)
2016 : EuroScience International (Toulouse, France)
2020 : Livre sur scène, l'un des traducteurs du projet (Kiev-Lviv)
2021 : 3ᵉ concours international Movohraï de traducteurs jeunes par l'Association des pédagogues ukrainiens à l'étrangère, président du jury
2021 : le Prix littéraire Hryhoriy Kotchour, l'un des jurés 
2021 : Salon national Più libri più liberi (Rome, Italie) 

## Distinctions

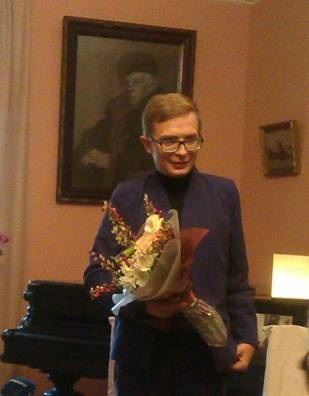
Ivan Riabchyi reçoit le Prix Maxime Rylski de traduction de livre d'Eric-Emmanuel Schmitt Les Deux Messieurs de Bruxelles

2010 : Prix international Oles-Hontchar dans la catégorie de petite prose pour le recueil des nouvelles Macabre
2011 : lauréat du concours national du Comité d’État pour la télévision et la radiodiffusion d'Ukraine pour la couverture de la vie littéraire - le meilleur programme radiophonique (l’émission Éclair livresque)
2013 : deuxième place dans l'enquête nationale d'experts Développement de la charité en Ukraine (en ukrainien : Розвиток благодійності в Україні) dans la catégorie Meilleure publication sur la charité
2014 : le Prix littéraire et artistique Panteleïmon Koulich (pour prose courte)
2015 : mention spéciale de l'Ambassade de France en Ukraine pour la traduction de l’ouvrage Mémoires d’un déraciné, physicien et citoyen du monde de Georges Charpak dans le cadre du programme d’aide à la publication Skovoroda
2016 : le Prix Maxime Rylski
2016 : le Prix Skovoroda de l'Ambassade de France en Ukraine (pour la traduction du livre Deux Messieurs de Bruxelles d'Eric-Emmanuel Schmitt)
2016 : récompense honorifique de Saint-Nicolas le Thaumaturge de l'Église orthodoxe ukrainienne - patriarcat de Kiev pour contribution à la régénération de la spiritualité en Ukraine
2017 : le Prix Skovoroda de l'Ambassade de France en Ukraine (pour la traduction du livre Anne de Kiev : une reine de France venue d’Ukraine de Philippe Delorme)
2018 : mention honorable du Ministère de la Culture d'Ukraine
2019 : le Prix Ars Translationis à la mémoire de Mykola Loukach
2020 : le Prix Skovoroda de l'Ambassade de France en Ukraine (pour la traduction du roman Les Héritiers de la mine de Jocelyne Saucier)

## Traductions du français
1. Michel Houellebecq, La Possibilité d'une île, maison d'édition Folio, Kharkiv, 2007
2. Georges Eekhoud, Escal-Vigor, maison d'édition Самміт-Книга (Sammit-Knyha), Kiev, 2011
3. Georges Charpak, Mémoires d'un déraciné, physicien et citoyen du monde, maison d'édition Видавництво Анетти Антоненко (Vydavnytstvo Anetty Antonenko), Lviv, 2014
4. Éric-Emmanuel Schmitt, Les Deux Messieurs de Bruxelles, maison d'édition Видавництво Анетти Антоненко (Vydavnytstvo Anetty Antonenko), Lviv, 2014
5. Michel Houellebecq, Soumission, maison d'édition KSD (КСД), Kharkiv, 2015
6. Jean-Luc Outers, La Place du mort. Corps de métier, maison d'édition Видавничий дім «Букрек» (Vydavnytchyi dim Boukrek), Tchernivtsi, 2015
7. Yasmina Reza, Le Dieu du carnage, maison d'édition Видавництво Анетти Антоненко (Vydavnytstvo Anetty Antonenko), Lviv, 2015
8. Philippe Delorme, Anne de Kiev. Une reine de France venue d'Ukraine, maison d'édition LAURUS, Kiev, 2016
9. Gérard de Cortanze, Frida Kahlo : La Beauté terrible, maison d'édition Нора-Друк (Nora-Drouk), Kiev, 2016
10. Éric-Emmanuel Schmitt, La Trahison d'Einstein, maison d'édition Видавництво Анетти Антоненко (Vydavnytstvo Anetty Antonenko), Lviv, 2016
11. Jocelyne Saucier, Il pleuvait des oiseaux, maison d'édition Видавництво Анетти Антоненко (Vydavnytstvo Anetty Antonenko), Lviv, 2017
12. Didier van Cauwelaert, Jules, maison d'édition Видавництво Анетти Антоненко (Vydavnytstvo Anetty Antonenko), Lviv, 2017
13. Éric-Emmanuel Schmitt, Concerto à la mémoire d'un ange, maison d'édition Видавництво Анетти Антоненко (Vydavnytstvo Anetty Antonenko), Lviv, 2017
14. Caroline Lamarche, Le Jour du chien, maison d'édition Видавництво Анетти Антоненко (Vydavnytstvo Anetty Antonenko), Lviv, 2017
15. Patrick Modiano, Un cirque passe, maison d'édition Folio, Kharkiv, 2017
16. Nancy Huston, L'Empreinte de l'ange, maison d'édition Видавництво Анетти Антоненко (Vydavnytstvo Anetty Antonenko), Lviv, 2018
17. Frédéric Pajak, Van Gogh, l'étincellement, maison d'édition Нора-Друк (Nora-Drouk), Kiev, 2018
18. Hervé Guibert, À l’ami qui ne m’a pas sauvé la vie, maison d'édition PNZL, Kiev, 2018
19. Éric-Emmanuel Schmitt, Madame Pylinska et le Secret de Chopin, maison d'édition Видавництво Анетти Антоненко (Vydavnytstvo Anetty Antonenko), Lviv, 2019
20. Jocelyne Saucier, Les Héritiers de la mine, maison d'édition Видавництво Анетти Антоненко (Vydavnytstvo Anetty Antonenko), Lviv, 2020
21. Caroline Lamarche, Nous sommes à la lisière, maison d'édition Видавництво Анетти Антоненко (Vydavnytstvo Anetty Antonenko), Lviv, 2020
22. Éric-Emmanuel Schmitt, La Tectonique des sentiments, maison d'édition Видавництво Анетти Антоненко (Vydavnytstvo Anetty Antonenko), Lviv, 2020
23. Thierry Debroux, Le Livropathe. Darwin, maison d'édition Видавництво Анетти Антоненко (Vydavnytstvo Anetty Antonenko), Lviv, 2020
24. Georges Bataille, L'Histoire de l'érotisme, maison d'édition Видавництво Анетти Антоненко (Vydavnytstvo Anetty Antonenko), Lviv, 2021
25. Hervé Le Thellier, L'Anomalie, maison d'édition Нора-Друк (Nora-Drouk), Kiev, 2021
26. David B., L'Ascension du Haut-Mal, maison d'édition PNZL, Kiev, 2021
27. Nancy Huston, Lignes des faille, maison d'édition Видавництво Анетти Антоненко (Vydavnytstvo Anetty Antonenko), Lviv, 2021